# Васил Гужгулов
Васил Цанев Гужгулов е български военен.

## Биография
Васил Цанев Гужгулов е роден в град Лясковец. Произхожда от известен Възрожденски род. В началото на 20 век в София, запасните капитани Васил Гужгулов и Лазар Котев основават военно издателство в което издават редица книги на военна тематика, то продължава да функционира и след героичната смърт на първия. Те са и автори на редица книги – „Двадесет и пет годишно царуване на Негово Величество Фердинанд І, царя на българите: 1887 – 1912 г.“, „Войнишки другар: Учебник за войниците от всички родове войски“, „Неоснователна война“, първи превод на книга за бойно изкуство – „Джю – джицу“ от Ървинг Ханкок – 1909 г., и др.
По време на Балканската война 1912 г. Васил Гужгулов е капитан от първи Софийски полк. Загива при кръвопролитното сражение при село Гечкинли, Одринско.

## Награди
- капитан Васил Цанев Гужгулов е обявен за герой на първи Софийски полк (Железния), като посмъртно му е присъдено званието майор.[1]